# Jens Kamlah
Jens Kamlah (* 1962) ist ein evangelischer Theologe und Biblischer Archäologe.

## Leben
Von 1983 bis 1990 studierte er evangelische Theologie (daneben Altorientalistik, Ägyptologie und Vor- und Frühgeschichte) in Mainz und Tübingen. Seit 1983 nimmt er an zahlreichen archäologischen Ausgrabungen in Palästina und im Libanon, vor allem seit 1987 an den Tübinger Grabungen in Hirbet ez-Zeraqon (Jordanien), teil. Von 1991 bis 1999 war er wissenschaftlicher Angestellter und Assistent in Tübingen. Nach der Promotion 1999 in Tübingen mit einer biblisch-archäologischen Dissertation war er von 1999 bis 2005 wissenschaftlicher Assistent an der Christian-Albrechts-Universität zu Kiel. Nach der Habilitation 2005 im Fach Altes Testament in Kiel war er seit 2005 Akademischer Rat, seit 2008 als außerplanmäßiger Professor am Biblisch-Archäologischen Institut in Tübingen, das er seit 2010 leitet. Seit 2012 ist er Vorsitzender des Deutschen Palästinavereins. Seit August 2018 lehrt er, nach Ablehnung eines Rufes an die Universität Kiel, als Professor für Biblische Archäologie an der Eberhard Karls Universität Tübingen. Es handelt sich um den einzigen Lehrstuhl an bundesdeutschen Universitäten, der sich ausschließlich Biblischer Archäologie widmet.
Seine Forschungsschwerpunkte sind Biblische Archäologie / Palästina-Archäologie / Grabungsarchäologie der Levante, Religionsgeschichte der Levante, Welt und Umwelt des Alten Testaments, Geschichte Israels/Judas und ihrer Nachbarvölker, Archäologie und Kulturgeschichte Phöniziens und Landwirtschaft und Sozialgeschichte im antiken Palästina.

## Werke (Auswahl)
- Der Zeraqōn-Survey 1989–1994. Mit Beiträgen zur Methodik und geschichtlichen Auswertung archäologischer Oberflächenuntersuchungen in Palästina (= Abhandlungen des Deutschen Palästina-Vereins . Band 27,1). Harrassowitz, Wiesbaden 2000, ISBN 3-447-04245-1 (zugleich Dissertation, Tübingen 1999).
- als Herausgeber mit Ulrich Hübner und Lucian Reinfandt: Die Seidenstraße. Handel und Kulturaustausch in einem eurasiatischen Wegenetz (= Asien und Afrika. Beiträge des Zentrums für Asiatische und Afrikanische Studien (ZAAS) der Christian-Albrechts-Universität zu Kiel. Band 3). EB-Verlag, Hamburg 2005, ISBN 3-930826-63-1.
- als Herausgeber: Temple building and temple cult. Architecture and cultic paraphernalia of temples in the Levant (2. – 1. Mill. B.C.E.). Proceedings of a Conference on the Occasion of the 50th Anniversary of the Institute of Biblical Archaeology at the University of Tübingen (28 – 30 May 2010) (= Abhandlungen des Deutschen Palästina-Vereins. Band 41). Harrassowitz, Wiesbaden 2012, ISBN 978-3-447-06784-3.
- als Herausgeber mit Rolf Schäfer und Markus Witte: Zauber und Magie im antiken Palästina und in seiner Umwelt. Kolloquium des Deutschen Vereins zur Erforschung Palästinas vom 14. bis 16. November 2014 in Mainz (= Abhandlungen des Deutschen Palästina-Vereins. Band 46). Harrassowitz, Wiesbaden 2017, ISBN 3-447-10781-2.